# Berardius
Berardius là một chi động vật có vú trong họ Ziphiidae, bộ Cetacea. Chi này được Duvernoy miêu tả năm 1851. Loài điển hình của chi này là Berardius arnuxii Duvernoy, 1851.

## Hình ảnh

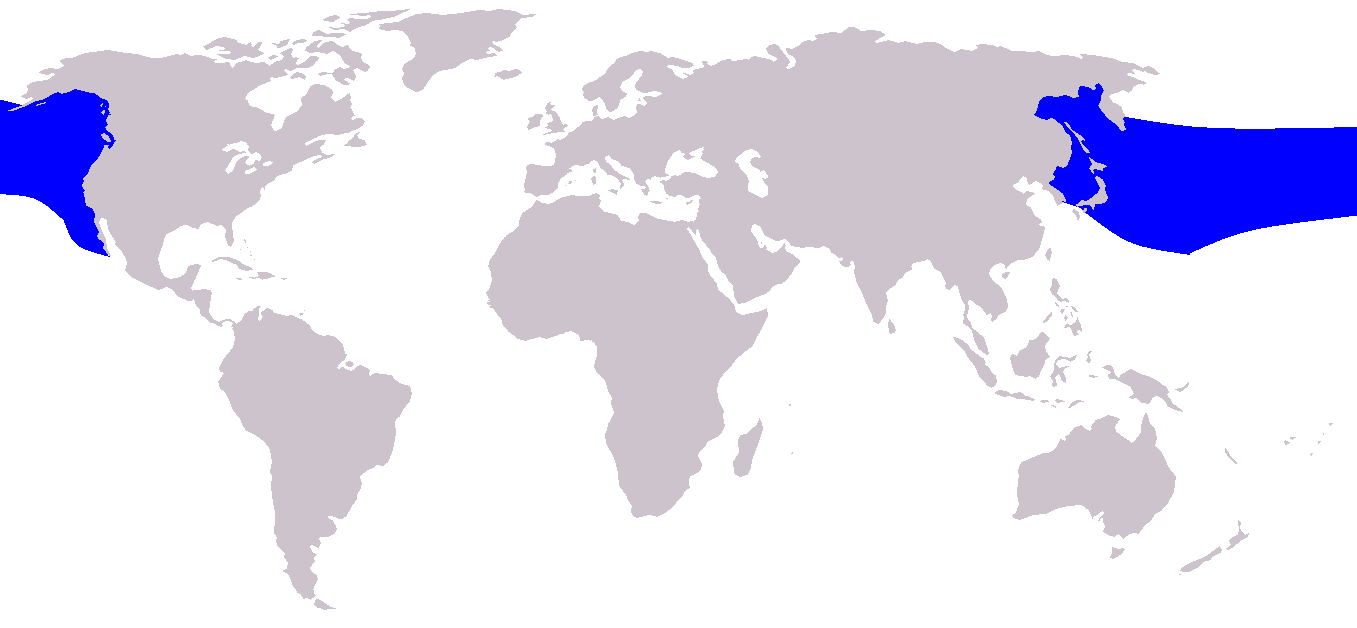
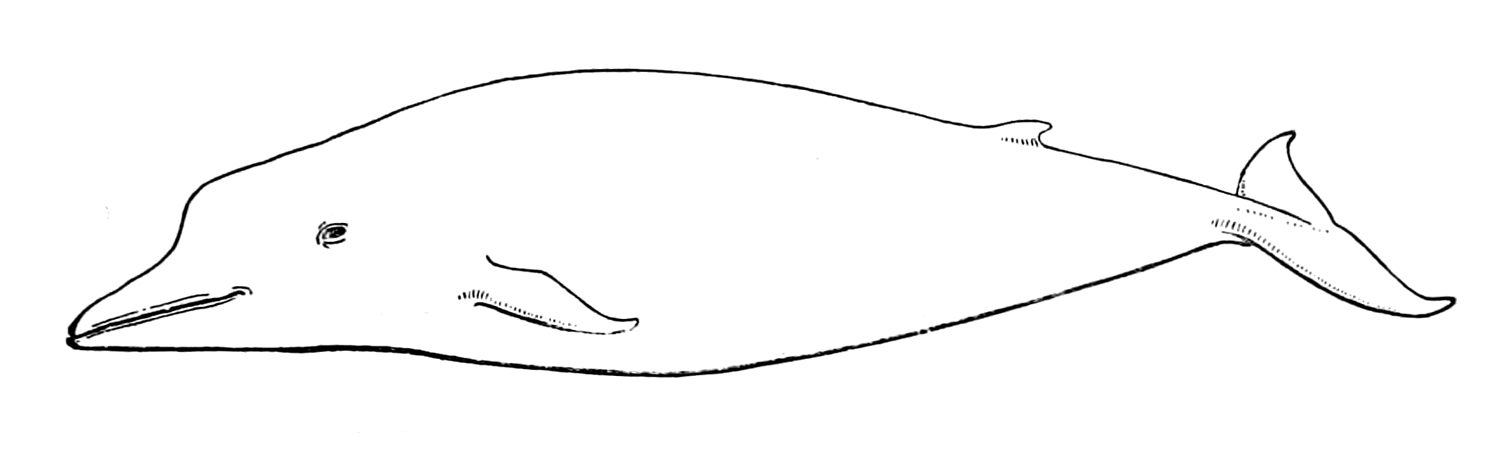
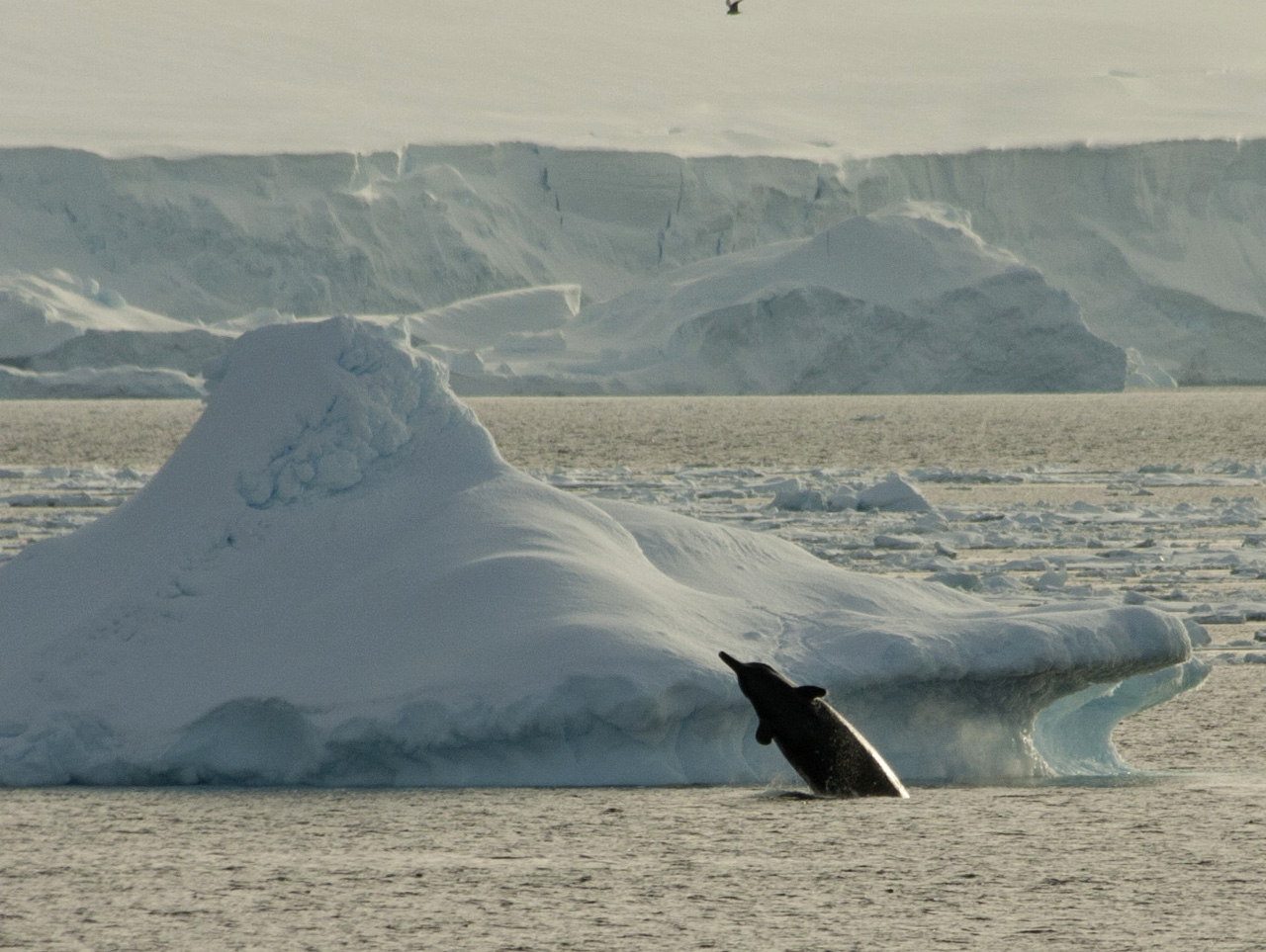
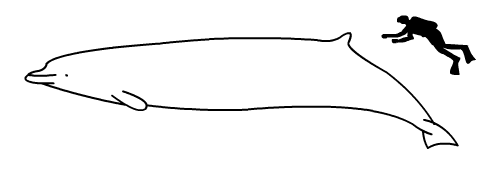

## Các loài
Chi này gồm các loài: